# Neuendorf (Altmark)
Neuendorf is een plaats en voormalige gemeente in de Duitse deelstaat Saksen-Anhalt, en maakt deel uit van de Landkreis Altmarkkreis Salzwedel.
Neuendorf telt 609 inwoners.